# Great Central Lake
Der Great Central Lake ist der zweitgrößte Süßwassersee auf Vancouver Island in der kanadischen Provinz British Columbia.

## Lage
Der in Ost-West-Richtung langgestreckte See liegt nordwestlich von Port Alberni zentral auf der Insel.
Der schmale See ist über 40 km lang und hat eine Fläche von 51 km². Seine maximale Tiefe beträgt 294 m. Er entstand während der letzten Eiszeit.
Petroglyphen an der Westseite des Sees weisen auf die Anwesenheit früher Angehöriger der heutigen First Nations hin. Sie liegen jedoch heute unter Wasser, da in den 1950er Jahren der Wasserspiegel durch ein Stauwerk am Stamp River gehoben wurde, um Strom zu gewinnen. Zuvor befand sich am See ein großes Holzfällerlager, von wo aus die Umgebung weitgehend abgeholzt wurde. Betreiber waren Bloedel, Stewart & Welch in Port Alberni, die auch 1933 eine Eisenbahnlinie bauten, um die großen Bäume abtransportieren zu können.
Zu den ersten nichtindigenen Bewohnern des Sees zählten Joe Drinkwater und seine Frau Della, nach der er den Della Lake und die fast 500 m hohen Della Falls benannte. Er ist heute nur über einen knapp 20 km langen Wanderpfad vom Great Central Lake aus zu erreichen. 
Ende des 19. Jahrhunderts kamen japanische Fischer in die Region, die jedoch während des Zweiten Weltkriegs enteignet und 1942 deportiert wurden. Zu diesem Zeitpunkt lebten 58 Japaner am See. Auch Chinesen und Indianer arbeiteten dort. 
Eine Fish Hatchery am Robertson Creek verarbeitete Forellen und Lachse. Um die Fischausbeute zu steigern, wurden dem See von 1970 bis 1973 jedes Jahr über 100 t Dünger zugeführt. Um den Erfolg ermitteln zu können, verglich man die Fischausbeute mit der des benachbarten Sproat Lake, dem kein Dünger zugeführt wurde. 1974 wurde das Experiment unterbrochen, dann wieder aufgenommen. 1982 wurde die Methode, nachdem sich die Lachsbestände sprunghaft vergrößert hatten, auf 13 andere Seen übertragen, die als Brutstätten für Sockeye-Lachse bekannt waren. Heute sind die Lachspopulationen stark zurückgegangen.